# Monestir de Tallaght
El Monestir de Tallaght va ser un monestir cristià fundat al segle VIII per Máel Ruain, en un lloc anomenat Tallaght, a poca distància al sud-oest de l'actual Dublín. Va funcionar fins a la Reforma Protestant.

## Fundació
Tallaght va ser fundat l'any 744 per Máel Ruain, líder del moviment Culdee a Irlanda El monestir incloïa torres rodones, que servien tant com a campanars com per guardar les relíquies que Maél Ruain havia dut amb ell, pel que sembla relíquies de sant Pau i sant Pere i cabell de la Verge Maria.
La paraula tallaght és una variant de la paraula irlandesa Tamlachta, originada per la combinació de les paraules tam (plaga) i lecht (roca, monument). El nom fa referència a una suposada plaga patida a Irlanda en època indeterminada (es parla del Anno Mundi 2820) tan devastadora que 9.000 persones de la colònia Parthálon van morir en una setmana, sent enterrats tots els morts en una fosa comuna coberta amb pedres. L'existència d'antics túmuls pels encontorns és sovint mencionada com a evidència de la veritat de la llegenda, tot i que l'arqueologia encara no ha descobert cap evidència de la tomba comuna.

## La comunitat
Els companys de Máel Ruain a Tallaght incloïen Óengus i Máel Dithruib, dues conegudes figures del moviment culdee. També es coneixen els noms d'altres quatre persones: Airennan, Eochaid, Joseph i Dichull, tots ells considerats sants per la tradició catòlica.

## Centre d'estudi
Tallaght va esdevenir un centre d'estudis durant el segle IX. Dos de les principals obres produïdes eren martirologis, l'una de Máel Ruain i l'altre d'Oengus. A més a més, la vida al monestir va ser descrita en una crònica actualment coneguda com a Memòria de Tallaght, probablement acabada l'any 840.
Una altra obra produïda al Monestir de Tallaght va ser el Missal de Stowe, on s'emfatitza la importància de la comunitat sobre l'individualisme. Després de la mort de Máel Ruain, el Missal de Stowe va ser dut per Máel Dithruib al monestir de Terryglass.

## Vida diària
La Norma del monestir era similar a (probablement n'estava basada) la de l'abadia de Saint-Arnould, a Metz sota el bisbe Chrodegang. El menjar era de pobre qualitat i escàs, per combatre la gula, i la beguda es prenia amb moderació. L'autor de la Memòria de Tallaght va deixar una descripció:
En el temps de Maél Ruain no s'hi bevia ni una gota de cervesa a Tallaght. Quan els monjos anaven a qualsevol altre lloc no bevien ni una gota de cervesa a Tir Cualann, al marge de amb qui es trobessin. Tot i així, quan recorrien una distància llarga se'ls hi era permès de beure. Ni un mos de carn es va menjar a Tallaght durant la seva vida [tret què fos] un cérvol o un porc salvatge. Tota carn que hi hagués era per als invitats..
Les activitats al monestir incloïen misses, pregàries i treballs als horts i jardins, així com el comerç necessari per sostenir les necessitats de la comunitat. Els que sabien llegir i escriure treballaven al scriptorium, elaborant i copiant manuscrits.

## Història
El terreny del monestir va ser donat a Máel Ruain "en honor de Déu i sant Miquel" per Cellach mac Dúnchada (mort el 18 de juliol de 771) d'Ui Donnchada, net del rei de Leinster, Donogh (d. 726). El monestir va patir un atac dels vikings l'any 811, i va sobreviure com a petita entitat fins a la invasió anglo-normanda de 1169.
Després del desordre d'aquell període, el papa Alexandre III va emetre una butlla el 20 d'abril de 1179, per la qual Tallaght, juntament amb les capelles subsidiàries de Killohan i St. Bride’s, quedaven unides a l'arxidiòcesi de Dublín. Després, en 1223, l'arquebisbe Henry de Loundres va unir el deganat de Tallaght a la catedral de Sant Patrici, a Dublín. Gradualment, el poble de Tallaght va anar creixent al voltant del monestir, i l'arquebisbe anglès de Dublín, hi va construir (o possiblement restaurar) un palau. En 1324, el palau va ser fortificat per protegir els anglesos a Tallaght dels pillatges del clanO’Byrne, deixant palesa la necessitat de protecció i activant la construcció d'un castell anglo-normand, Belgard, just a la banda est del monestir. En 1324 Alexander de Bicknor va construir o restaurar una finca episcopal a Tallaght, que posteriorment va ser fortificada per protegir els anglesos a Dublin dels atacs dels O'Byrnes.
Durant la dissolució del monacat durant la Reforma, els arquebisbes protestants es van fer càrrec de Tallaght. Tot i així, en 1812, el castell va ser venut als dominics, que hi van erigir un noviciat i una església catòlica. Avui dia, en el lloc hi ha el Dominican Retreat Center.
Després d'haver-se deteriorat el monestir durant el s. XVII, l'arquebisbe el va fer enderrocar en 1729, reemplaçant-lo per una residència episcopal. L'única resta que hi sobreviu del castell és la torre.
Avui dia només són visibles dos recordatoris de l'antic monestir els dos tallats en roques de granit: una immensa font d'un metre i mig de diàmetre i una creu de gairebé un metre coneguda com a Creu de san Maelruain. Avui dia en el lloc s'erigeix l'església de san Maélruain, que va ser construïda l'any 1829. L'església, juntament amb el Centre de Retir Dominic han fet del lloc de Tallaght un punt de culte cristià durant prop de 1300 anys.